# Nueva Zelanda en los Juegos Paralímpicos de Seúl 1988
Nueva Zelanda estuvo representada en los Juegos Paralímpicos de Seúl 1988 por un total de 16 deportistas, 11 hombres y cinco mujeres.

## Medallistas
El equipo paralímpico neozelandés obtuvo las siguientes medallas:
| Nombre                  | Deporte            | Evento                        |
| ----------------------- | ------------------ | ----------------------------- |
| Oro                     |                    |                               |
| Peter Horne             | Bolos sobre hierba | Individual LB3 masculino      |
| Brent Gibson            | Natación           | 200 m libre 3 masculino       |
| Plata                   |                    |                               |
| Lesli Mancktelow        | Atletismo          | 100 m B3 femenino             |
| Stuart Minifie          | Atletismo          | 200 m 1C masculino            |
| Graham Condon           | Atletismo          | Eslalon 2 masculino           |
| Roly Crichton           | Natación           | 200 m libre 2 masculino       |
| Bronce                  |                    |                               |
| Patricia Hill           | Atletismo          | Maratón 2 femenino            |
| Patricia Hill           | Atletismo          | Eslalon 3 femenino            |
| Lesli Mancktelow        | Atletismo          | Salto de longitud B3 femenino |
| Grant Buchanan          | Atletismo          | Disco 1C masculino            |
| Grant Buchanan          | Atletismo          | Peso 1C masculino             |
| David Mills             | Atletismo          | Maratón B2 masculino          |
| John Davies Peter Horne | Bolos sobre hierba | Dobles LB2 masculino          |
| Janette Cordery         | Natación           | 100 m braza C4 femenino       |
| Brent Gibson            | Natación           | 50 m libre 3 masculino        |
| Brent Gibson            | Natación           | 100 m estlilos 3 masculino    |
| Roly Crichton           | Natación           | 50 m libre 2 masculino        |